# Zeche Voßhege
Die Zeche Voßhege war ein Steinkohlenbergwerk in Essen-Heisingen. Das Bergwerk war auch unter dem Namen Zeche Voßhecke bekannt. Das Bergwerk wurde am Westhang des Heisinger Bergsporns betrieben. Heute befindet sich in der Nähe des ehemaligen Bergwerks der Stauseebogen.

## Geschichte

### Die Anfänge
Bereits Anfang des 19. Jahrhunderts war das Bergwerk in Betrieb, es wurde Stollenbau nahe dem Stauseebogen betrieben. Das Stollenmundloch befand sich zwischen den Zechen Flor & Flörchen und Wasserschneppe. Oberhalb des Stollenmundloches befand sich später der Hof Mühlmann. Das Bergwerk wurde bis weit über die Mitte des 19. Jahrhunderts betrieben. Kurz danach wurde das Bergwerk stillgelegt. Etwa um das Jahr 1871 wurde das Grubenfeld der Zeche Voßhege von der Zeche Flor & Flörchen übernommen. Im Jahr 1889 ging das Bergwerk in den Besitz der Rheinischen-Anthrazit-Kohlenwerke AG über.

### Die Zeit als Kleinzeche
Im Jahr 1947 wurde das Bergwerk als Kleinzeche wieder in Betrieb genommen. Grund für diese Inbetriebnahme war der Mangel an Brennstoff nach dem Zweiten Weltkrieg. Für den Betrieb des Bergwerks wurde am Hang des Heisinger Bergsporns auf einem Plateau ein neuer Stollen aufgefahren. Das Stollenmundloch befand sich an der Wuppertaler Straße (heute Stauseebogen) in der Nähe der Ruhrbrücke. Es hatte eine Höhe von 1,8 Meter und eine Breite von 2,2 Meter. Der Stollen wurde somit oberhalb des alten Stollens im Flöz Dickebank aufgefahren. Die Stollenzeche wurde im Jahr 1948 Zeche Voßhege, Dickebank & Fledermaus genannt. Besitzer war ab 1948 die Bergbau Bellingen GmbH. Am 1. April desselben Jahres wurde mit dem Abbau begonnen, mit 33 Bergleuten wurden in diesem Jahr 1718 Tonnen Steinkohle gefördert. Ab diesem Jahr wurde die Zeche wieder Zeche Voßhege genannt. Im Jahr 1949 wurden mit 41 Bergleuten rund 5000 Tonnen Esskohle gefördert.
In der Nähe des Stollens wurde von der Bergbau Bellingen GmbH ein zweiter Stollen im Flöz Angelika aufgefahren, der jedoch nur eine Auffahrungslänge von 17 Metern erreichte. Das Stollenmundloch dieses Stollens hatte annähernd die gleiche Größe wie der erste Stollen. Am 30. Juni des Jahres 1950 wurde der Betrieb des Bergwerks eingestellt. Am 2. Januar 1951 wurde das Bergwerk von der Georg Reitz GmbH übernommen und wiedereröffnet. Die Kohlengroßhandlung Georg Reitz GmbH handelte im Auftrag der Stadt Essen, die die Abbaurechte von den Essener Steinkohlenbergwerken gepachtet hatte. Die Stadt Essen beabsichtigte, die abgebauten Kohlen zur Beheizung der Krankenhäuser, der Schulen und der Diensträume zu nutzen. In diesem Jahr wurde mit 115 Bergleuten rund 14.000 Tonnen Steinkohle gefördert. Dies war die höchste Förderung der Zeche Voßhege. Der Stollen erreichte eine Endlänge von 320 Metern. Am 30. August 1952 wurde die Zeche Voßhege endgültig stillgelegt.

## Heutiger Zustand
Jahre nach der Schließung des Bergwerks wurden die Stollen restauriert. Um das Jahr 1980 wurden die Stollen im vorderen Bereich mit einem neuen hölzernen Türstock ausgebaut. Beide Stollen wurden in einer Entfernung von fünf Metern ab Stollenmundloch mit einem gemauerten Damm versehen. Die Stollen wurden durch Eisengitter gesichert. Vor dem Stollen Angelika wurde ein Kreiselkipper der Zeche Waltrop aufgebaut. Beide Stollen gehören zur, von der höheren Landschaftsbehörde errichteten, Geologischen Wand Kampmannsbrücke. Betreut wird das Objekt vom Essener Ruhrlandmuseum.

## Bildergalerie

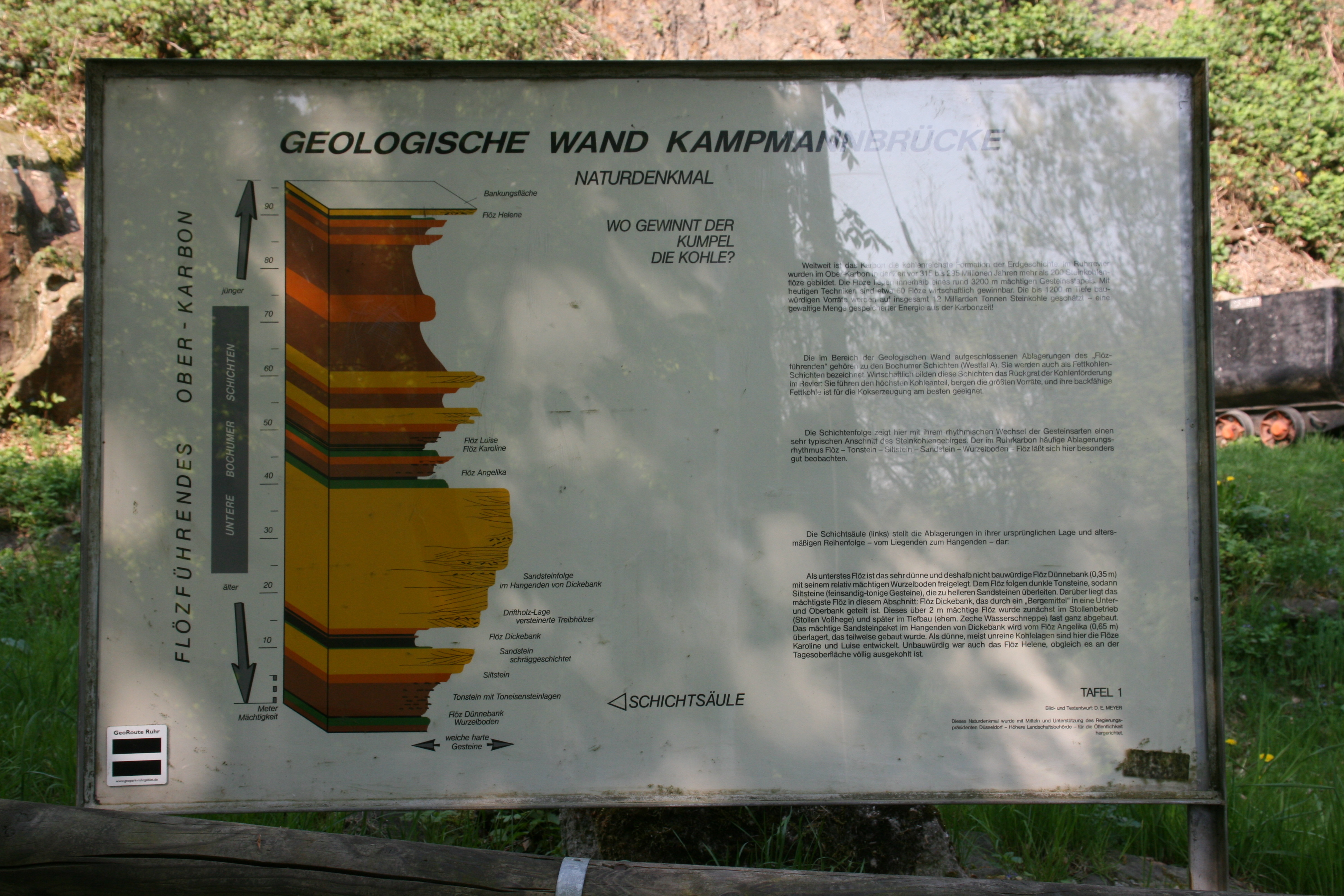
Hinweistafel 1
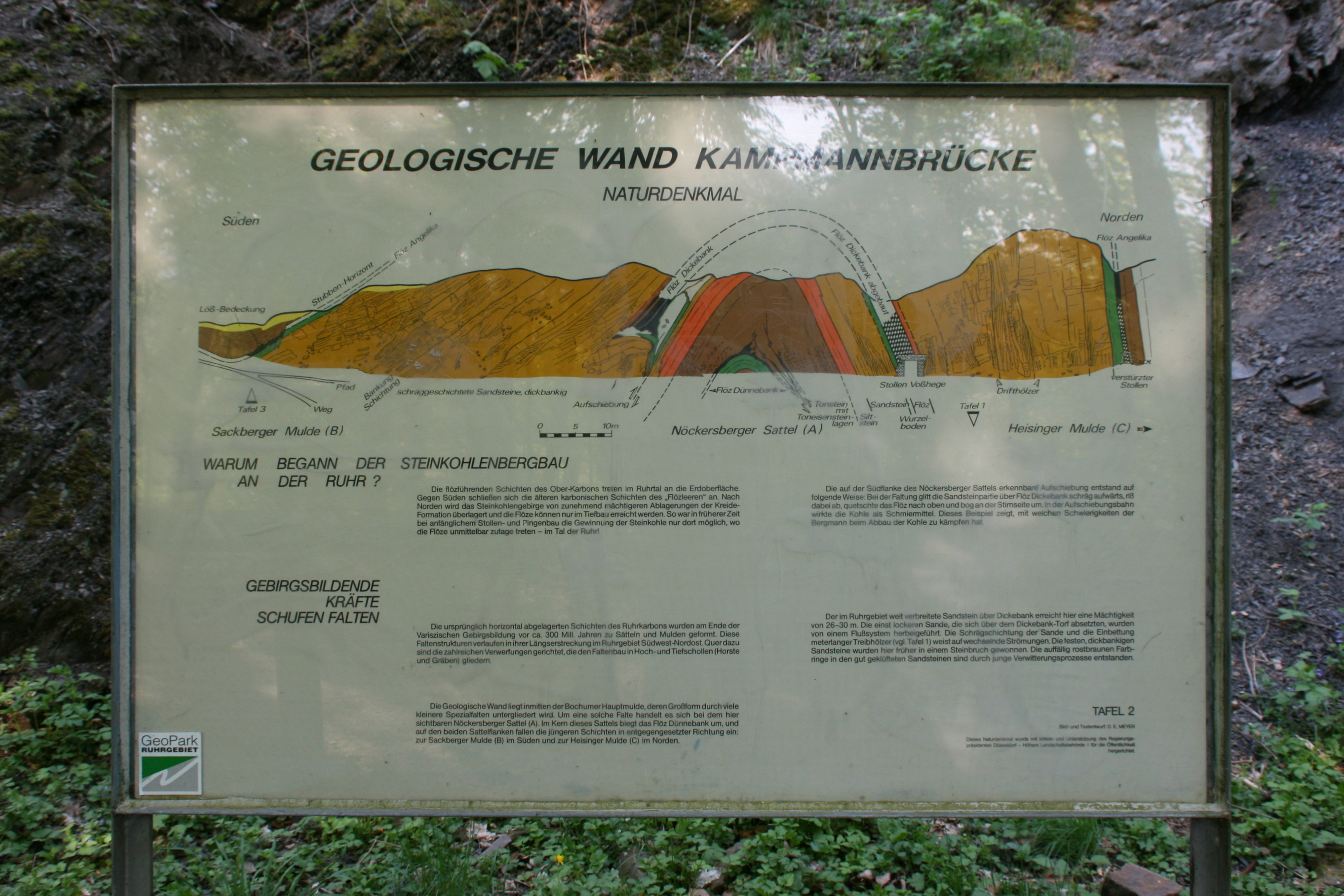
Hinweistafel 2
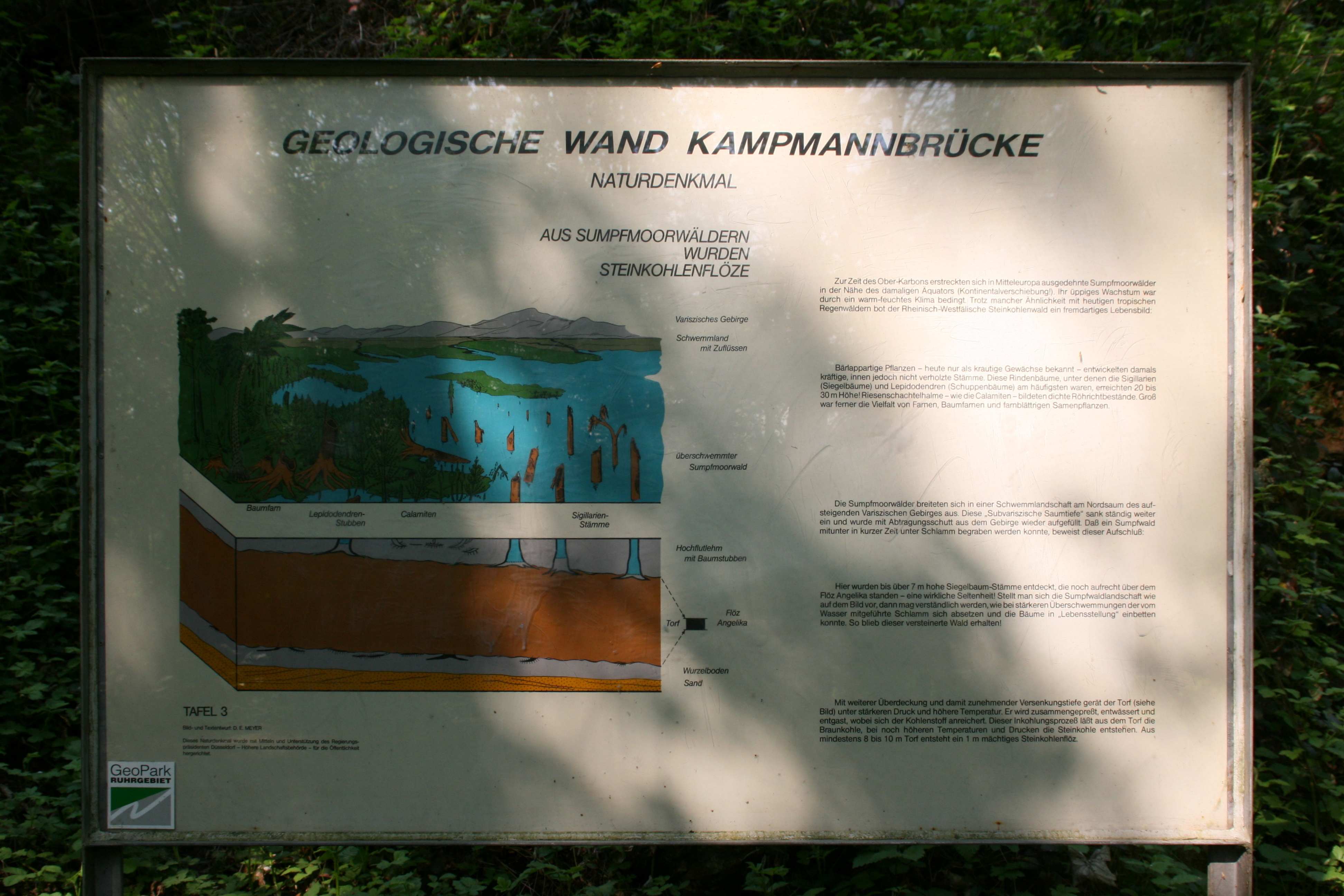
Hinweistafel 3
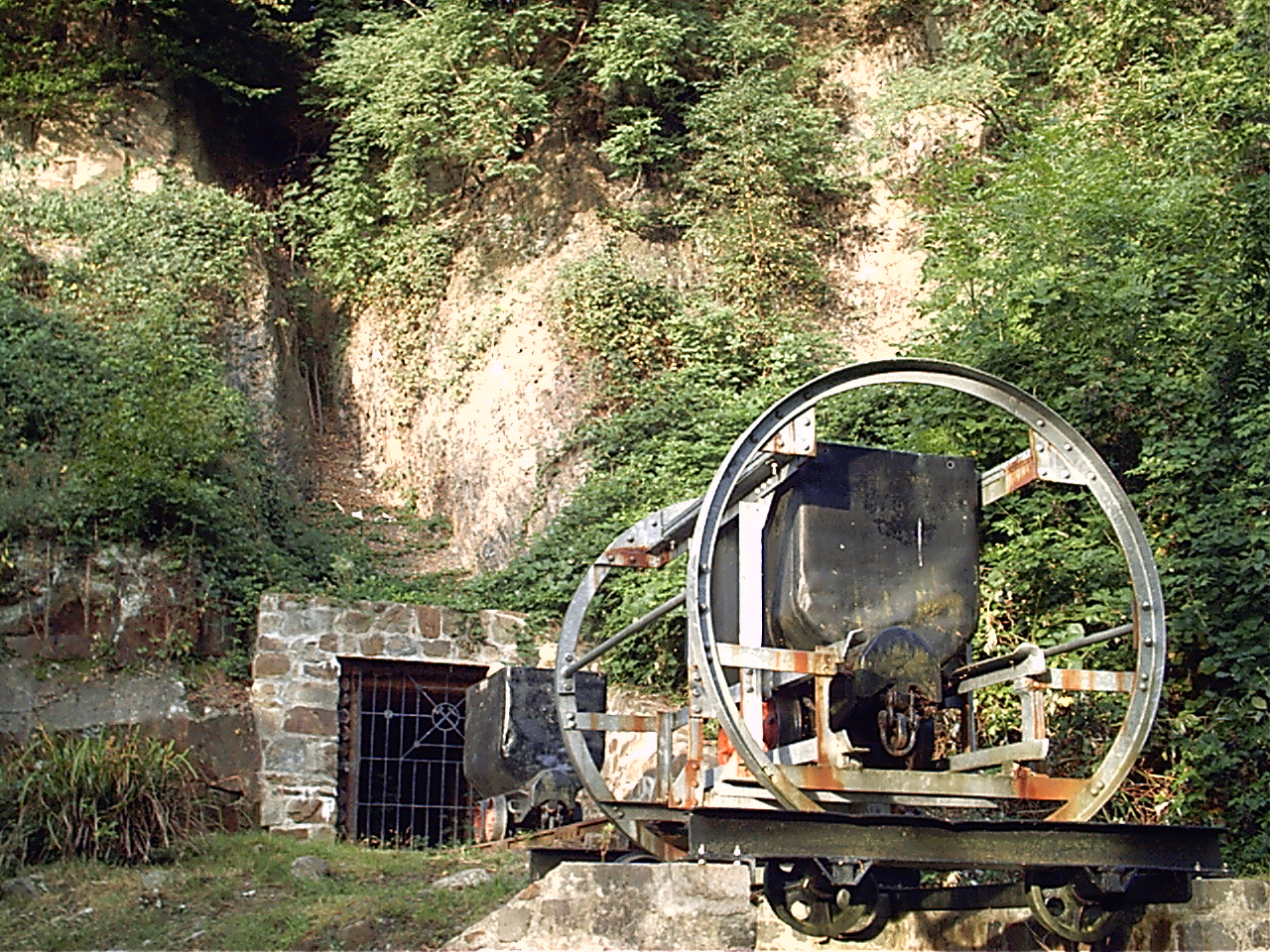
Kreiselkipper vor dem Stollenmundloch
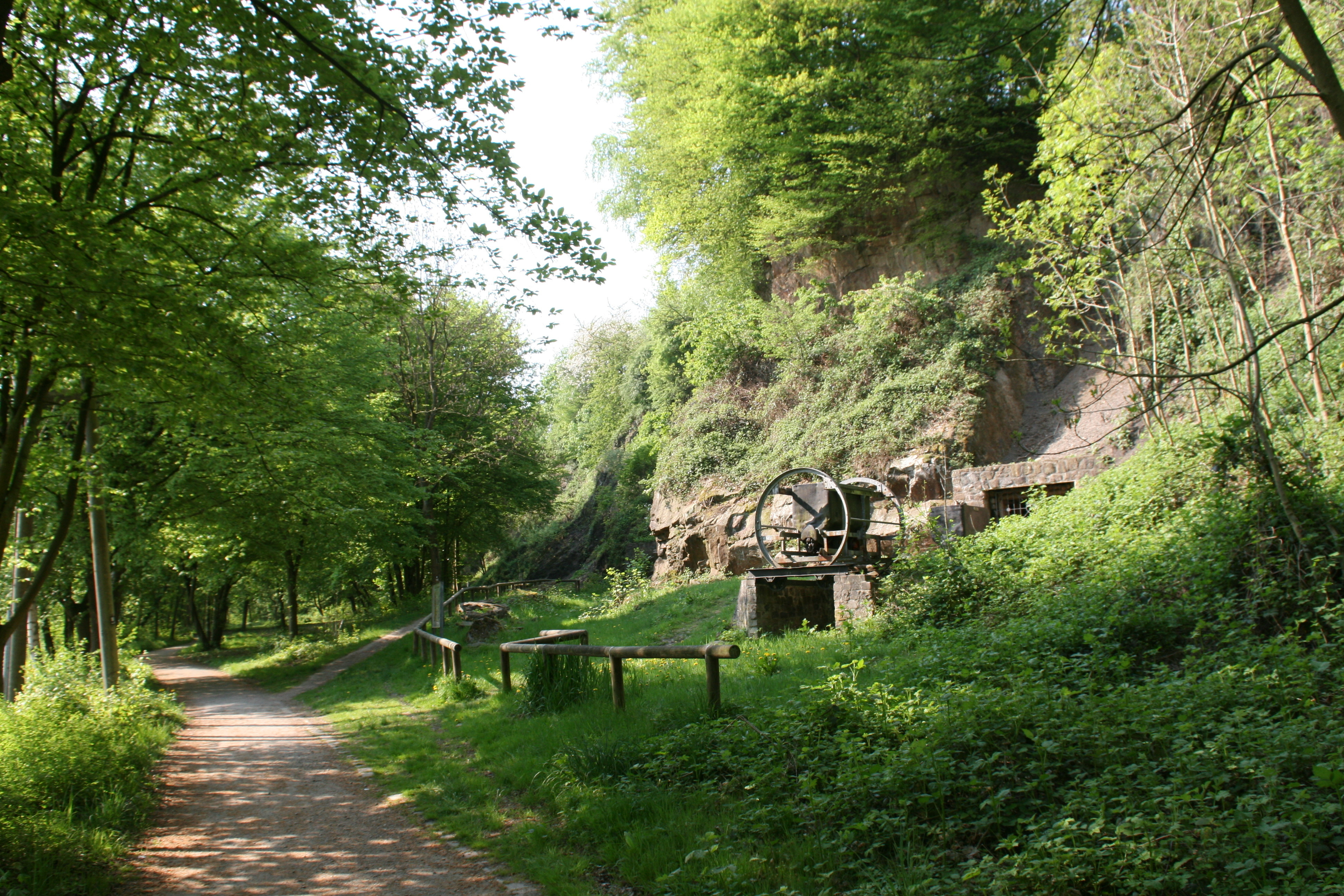
Seitenansicht der Anlage